# Pratipa
Pratipa (Sanskrit प्रतीप pratīpa m.) ist der Name eines Königs im Mahabharata. Er war der Vater von Shantanu und Großvater von Bhishma.

## Herkunft und Familie
Gemäß Quellen im Bhagavata-, Vishnu, Matsya-, Bhavishya- and Vayu-Purana war Pratipa der Urenkel von Bhimasena und der Sohn von Dilipa.
Gemäß dem Mahabharata war er jedoch der Sohn von König Bhimasena und Prinzessin Sukumari vom Stamme der Kaikeyas. Er ehelichte Sunanda vom Stamme der Shibis und zeugte mit ihr Shantanu, Devapi und Bahlika.

## Begegnung mit Ganga
Einmal, als König Pratipa am Ganges meditierte und Gebete sprach, geschah es, dass die Flussgöttin Ganga sich ihm in Gestalt einer äußerst schönen Frau näherte und ihn bat, sie in Liebe zu umarmen. Aber Pratipa verweigerte sich ihren Wünschen und erklärte ihr, ein solches Verhalten wäre nicht im Einklang mit seinem Dharma. Schließlich schlug er ihr vor, sie könne seinen Sohn heiraten und zu seiner Schwiegertochter werden. Ganga willigte ein unter der Bedingung, dass sein Sohn nie von ihrer hohen Geburt erfahren dürfe. Auch dürfe er grundsätzlich nie in Frage stellen, was immer sie tue. Pratipa akzeptierte diese Bedingungen, woraufhin Ganga wieder ins Wasser tauchte und verschwand. Zu dieser Zeit hatten er und seine Frau noch keine Kinder, aber nachdem sie einige intensive Askese-Übungen absolviert hatten, wurde ihnen ihr Sohn Shantanu geboren. Später sollte er Ganga heiraten und zum Vater Bhishmas werden.